# 尹泳善
尹 泳善（ユン・ヨンソン、朝鮮語: 윤영선、1904年または1905年 - 1997年12月18日（旧暦11月19日））は、大韓民国の実業家、政治家。初代光州市長、第2代韓国国会議員を歴任した。
本貫は海南尹氏、孤山尹善道の13世宗孫である。元朝鮮総督府中枢院参議の尹定鉉は父。長男の尹亨植は長い間、14代宗孫として海南尹氏宗家の緑雨堂に住んでいる。

## 経歴
全羅南道海南または光州出身。法政大学政経学部卒。郡属、府属、理事官、光州農科大学・光州医科大学期成会理事、国民会全羅南道総務部長を経て、東光新聞副社長、初代（または第5代）全羅南道光州市（現・光州広域市）長、木浦白泉企業会社会長、興国海運会長、国会財経委員、成均館理事長を務めた。
1997年12月18日、持病により光州市南区の自宅で死去。享年92。